# الجيش السويدي
الجيش الملكي السويدي هي واحدة من أقدم الجيوش في العالم، وفرع من القوات المسلحة السويدية، بل هو المسؤول عن العمليات البرية. عام Sverker Göranson هو القائد الأعلى في ورئيس هيئة اركان الجيش.

## المنظمة
وينقسم تنظيم وقت السلم في الجيش السويدي إلى عدد من الأفواج للفروع المختلفة. وقد تم تخفيض عدد الأفواج النشطة منذ نهاية الحرب الباردة:
يخضع الجيش حاليا للتحول من التجنيد recruitement بالاستناد إلى الدفاع المهني. هذا هو جزء من الهدف الأكبر للتخلي عن الجيش الشامل من الحرب الباردة، ووضع الجيش في وضع أفضل لحرب المناورة الحديثة، وفي الوقت نفسه الاحتفاظ بأعلى جاهزية. بحلول عام 2014، يتكون الجيش السويدي من حوالي 000 50 جندي إما بدوام كامل أو جزئي واجب الوقت، مع ثماني كتائب مشاة ميكانيكية متاحة على الفور في أي وقت وبكل قوة من 67 كتيبة جاهزة للنشر في غضون أسبوع واحد.
ويتألف الجيش النظامي من 8 كتائب مناورة مؤللة، و19 كتيبة دعم من أنواع مختلفة من بينها كتائب مدفعية مضادة للطائرات كتائب كتائب مكافحة مهندس، حراس، والخدمات اللوجستية الكتائب وغيرها، و4 كتائب مدرعة ثقيلة الاحتياطي و36 كتيبة الدفاع الإقليمية. الكتيبة هي الوحدة الأساسية ولكن جميع الوحدات ستكون وحدات تماما، ويمكن ترتيبها في فرق مكافحة من شركة إلى مستوى لواء مع وحدات مختلفة اعتمادا على المهمة. سيكون هناك ما مجموعه 6 من الموظفين الدائمين تحت قيادة مركزية قادرة على التعامل مع مجموعات القتال الكبيرة و4 من الموظفين والعاملين لواء الإقليمية 2.

### القيادة
حتى عام 1975 كان العاهل السويدي الرئيس الرسمي للجيش. في عام 1937، وموظفي وكالة «رئيس هيئة اركان الجيش» (السويدي: chefen للأرمن، CA) تم إنشاؤه لقيادة الجيش في وقت السلم. بعد أكبر عملية إعادة تنظيم القوات المسلحة السويدية في عام 1994، لم تعد موجودة CA كوكالة مستقلة. بدلا من ذلك، آخر رئيس اركان الجيش (السويدية: chefen لarméledningen) تم إنشاؤه في ذلك الحين وضعت حديثا مقر قيادة القوات المسلحة السويدية (السويدية: Högkvarteret، HKV).
في عام 1998، أعيد تنظيم جديد للقوات المسلحة السويدية. وتم نقل معظم واجبات رئيس أركان الجيش في منصب وضعت حديثا «المفتش العام للجيش» (السويدية: generalinspektören للأرمن). وظيفة مماثلة لتلك التي في «المفتش العام للقوات البحرية السويدية» (السويدي: لgeneralinspektören marinen) و«المفتش العام للقوات الجوية السويدية» (السويدي: لgeneralinspektören flygvapnet).

#### هيئة الأركان في الجيش
- لكل سيلفان، 1937-1940
- Holmquist ايفار، 1940-1944
- ارشيبالد دوغلاس، 1944-1948
- كارل أغسطس Ehrenswärd، 1948-1957
- Thord C : نجل BONDE، 1957-1963
- كيرت غورانسون، 1963-1969
- كارل اريك Almgren، 1969-1976
- نيلس Sköld، 1976-1984
- إريك G. بنغتسون، 1984-1990
- آك Sagrén، 1990-1994

#### رؤساء الأركان في الجيش
- آك Sagrén، 1994-1996
- Mertil Melin، 1996-1998

#### المفتشين العامين
- بول Degerlund، 1998-2000
- ألف Sandqvist، 2000-2005
- Sverker Göranson، 2005-2007
- برندت Grundevik، 2007 إلى الوقت الحاضر

### المشاة
فوج واحد من المشاة
- المتمركزة في ستوكهولم.

### الفرسان
فوج واحد، وكتيبتين من سلاح الفرسان:-
Livregementets husarer (K 3) المتمركزة في Karlsborg (الهجوم الجوي حارس الكتيبة، كتيبة الاستطلاع طويلة المدى والحارس عشتار)
Arméns Jägarbataljon (AJB السابق K 4) (الجزء الأول 19) في Arvidsjaur (حارس الكتيبة / عشتار)
Livgardet (LG) (كتيبة واحدة) المتمركزة في ستوكهولم (حراس الإنقاذ الملك وشنت الشرطة العسكرية)
علما أن سلاح الفرسان في الجيش السويدي القطارات المشاة الخفيفة في المقام الأول، وحدات من الشرطة العسكرية وحراس.

### CBRN الدفاع
شركة واحدة من المواد الكيميائية والبيولوجية والإشعاعية النووية والدفاع عن الأفراد المدربين
Totalförsvarets Skyddscentrum (SkyddC) أوميا [1]

### سلاح المدرعات
ثلاثة أفواج من القوات المدرعة / الآلية:-
Skaraborgs regemente (ف 4) Skövde
Revingehed Södra سكانسكا regementet (ف 7)
نوربوتنز regemente (I 19) (بينما تسمى مشاة وفوج هي المسؤولة عن معظم فروع تدريب للجيش في شمال السويد) بودن

### المدفعية
واحد من فوج المدفعية:-
Artilleriregementet (A 9) بودن

### مدفعية مضادة للطائرات
فوج واحد من القوات المضادة للطائرات:-
Luftvärnsregementet (LV 6) هالمستاد

### المهندسين
فوج واحد من القوات الهندسية:
جوتا ingenjörregemente (إنغ 2) Eksjö

### إشارة جسم
فوج واحد من الإشارات:-
Ledningsregementet (ليدر) إنكوبينغ

### فيلق اللوجستية
فوج واحد من القوات اللوجستية:-
Trängregementet (TrängR) Skövde

## قوات الدفاع الإقليمية
وقوات الدفاع الإقليمية (Hemvärnet) ويتكون من 40 كتيبة تضم ما مجموعه 22000 من الرجال. لقد خدم العديد من الجنود في الخارج في بعثات مختلفة من الجيش النظامي. جميع الجنود والمجندين السابقين الذين تطوعوا للدفاع عن الأراضي [1].

## التوظيف
حتى عام 2010 وكان مقرها في تجنيد تابع للجيش السويدي على أسلوب التجنيد الألمانية. ودعا جميع العاملين على النحو المجندين لمدة سنة من الخدمة الوطنية، وبعد ذلك، وحدة له / لها مع المدربين وضعت في الاحتياطي الحرب. عند انتهاء الخدمة مع المجند علامات الخدمة كافية، المجندين مؤهلون لتقديم طلبات للتدريب ضابطا، ضابط صف ضابط / أو أمر من عام 2007 البقاء في الجيش كمحترف خاصة، لا سيما أن العاملين في الفريق معركة الشمال. واستخدم الجيش الإسرائيلي ان جنودا لخدمة الأمم المتحدة بشأن عقود زمنية قصيرة منذ 1950s للخدمة في الخارج. من أول يوليو 2010 تم التخلي عن نظام التجنيد على أساس ويجري إعداد جيش محترف.

## وصلات خارجية
- Swedish Army – Official site (بالإنجليزية)
- Swedish Army – Official site (بالإنجليزية)
- Soldf.com Unofficial Weapons, vehicles and equipment page of the Swedish Armed forces.
- Nordic military vehicles site
- Scandinavian Armour by Roy Haaland
- Svante Wendel's Unofficial Royal Swedish Army Page

‌